# John Davis Lodge
Pour les articles homonymes, voir John Lodge et Lodge.
John Davis Lodge, né le 20 octobre 1903 à Washington D.C. et mort le 29 octobre 1985 à New York, est un acteur américain, devenu ensuite homme politique et diplomate. Du temps de sa carrière de comédien, il était crédité le plus souvent sous le nom de John Lodge.

## Biographie
Après des études de droit et son inscription au barreau de New York comme avocat en 1932, John Lodge entame cette même année une carrière d'acteur à la Paramount Pictures. Parmi ses quatre premiers films américains, sortis en 1933, citons Les Quatre Filles du docteur March de George Cukor (version avec Katharine Hepburn et Joan Bennett, produite par la RKO Pictures).
Suivent trois autres films américains jusqu'en 1935 (dont L'Impératrice rouge de Josef von Sternberg en 1934, avec Marlène Dietrich), année où il poursuit ses activités à l'écran en Europe. Ainsi, il apparaît dans deux film français (dont Kœnigsmark de Maurice Tourneur en 1935, avec Elissa Landi et Pierre Fresnay), deux films italiens, neuf films britanniques (dont Week-end de Carol Reed en 1938, avec Margaret Lockwood) et deux coproductions franco-britanniques (la version anglaise de Kœnigsmark, puis De Mayerling à Sarajevo de Max Ophüls en 1940, avec Edwige Feuillère).
Après un dernier film (britannique) sorti en 1941, il est de retour aux États-Unis, se produisant au théâtre à Broadway (où il avait déjà joué en 1932), dans une opérette de Robert Stolz (Night of Love) et une pièce de Lillian Hellman (Watch on the Rhine, avec Ann Blyth), en 1941-1942.
À la suite de l'entrée en guerre de son pays, il est officier au sein de l'United States Navy, de 1942 à 1946. Démobilisé, il débute en 1947 une seconde carrière d'homme politique, au parti républicain.
Entre autres, John Davis Lodge a été représentant du 1e district congressionnel pour le Connecticut entre 1947 et 1951 et gouverneur du Connecticut de 1951 à 1955, puis ambassadeur des États-Unis (en Espagne de 1955 à 1961, en Argentine de 1969 à 1973, et enfin en Suisse, de 1983 à 1985 (quelques mois avant sa mort).
Il est le frère d'Henry Cabot Lodge, Jr. (1902-1985), également homme politique.
Il a épousé la danseuse et actrice italienne Francesca Braggiotti en 1929.

## Filmographie

### Cinéma
- 1933 : Celle qu'on accuse (The Woman accused) de Paul Sloane : Dr. Simpson
- 1933 : Murders in the Zoo d'A. Edward Sutherland : Roger Hewitt
- 1933 : Under the Tonto Rim d'Henry Hathaway : Joe Gilbert
- 1933 : Les Quatre Filles du docteur March (Little Women) de George Cukor : Brooke
- 1934 : L'Impératrice rouge (The Scarlet Empress) de Josef von Sternberg : Comte Alexei
- 1934 : Menace de Ralph Murphy : Ronald Cavendish
- 1935 : Le Petit Colonel (The Little Colonel) de David Butler : Jack Sherman
- 1935 : Kœnigsmark de Maurice Tourneur : Grand Duc Frederick
- 1936 : The Tenth Man de Brian Desmond Hurst : George Winter
- 1936 : Ourselves Alone de Brian Desmond Hurst : Inspecteur Hanney
- 1936 : Sensation de Brian Desmond Hurst : Pat Heston
- 1937 : Bulldog Drummond at Bay de Norman Lee : Hugh Drummond
- 1938 : Ce soir à onze heures (Stasera alle undici) d'Oreste Biancoli : Jack Morris
- 1938 : Queer Cargo de Harold D. Schuster : Capt. Harley
- 1938 : Premiere de Walter Summers : Inspecteur Bonnard
- 1938 : Week-end (Bank Holiday) de Carol Reed : Stephen Howard
- 1938 : Lightning Conductor de Maurice Elvey : Anderson
- 1939 : Battements de cœur (Batticuore) de Mario Camerini : Lord Jerry Dansbury
- 1939 : L'Esclave blanche de Marc Sorkin et Georg Wilhelm Pabst : Vedad Bey
- 1939 : Just Like a Woman de Paul L. Stein : Tony Walsh
- 1940 : De Mayerling à Sarajevo de Max Ophüls : L'archiduc François Ferdinand

## Théâtre (à Broadway)
- 1932 : The Young Idea de Noël Coward, mise en scène de Gene Lockhart
- 1941 : Night of Love, opérette, musique de Robert Stolz, lyrics et livret de Rowland Leigh
- 1941-1942 : Watch on the Rhine de Lillian Hellman, musique de scène de Paul Bowles, mise en scène d'Herman Shumlin (réalisateur de l'adaptation au cinéma en 1943), avec Ann Blyth, Mady Christians, George Coulouris, Paul Lukas, Lucile Watson